# Augusta Nielsen
Augusta Nielsen   (Copenhaguen, 26 de febrer de 1822 - Copenhaguen, 29 de març de 1902) va ser una ballarina danesa que va actuar als primers ballets d'August Bournonville.

## Biografia
Nascuda a Copenhaguen, Nielsen va ser un dels primers alumnes d'August Bournonville. Quan Lucile Grahn va deixar Dinamarca el 1839, Nielsen va heretar els seus papers. Va debutar a La Sílfide en el paper que Bournonville havia coreografiat especialment per al seu predecessor.

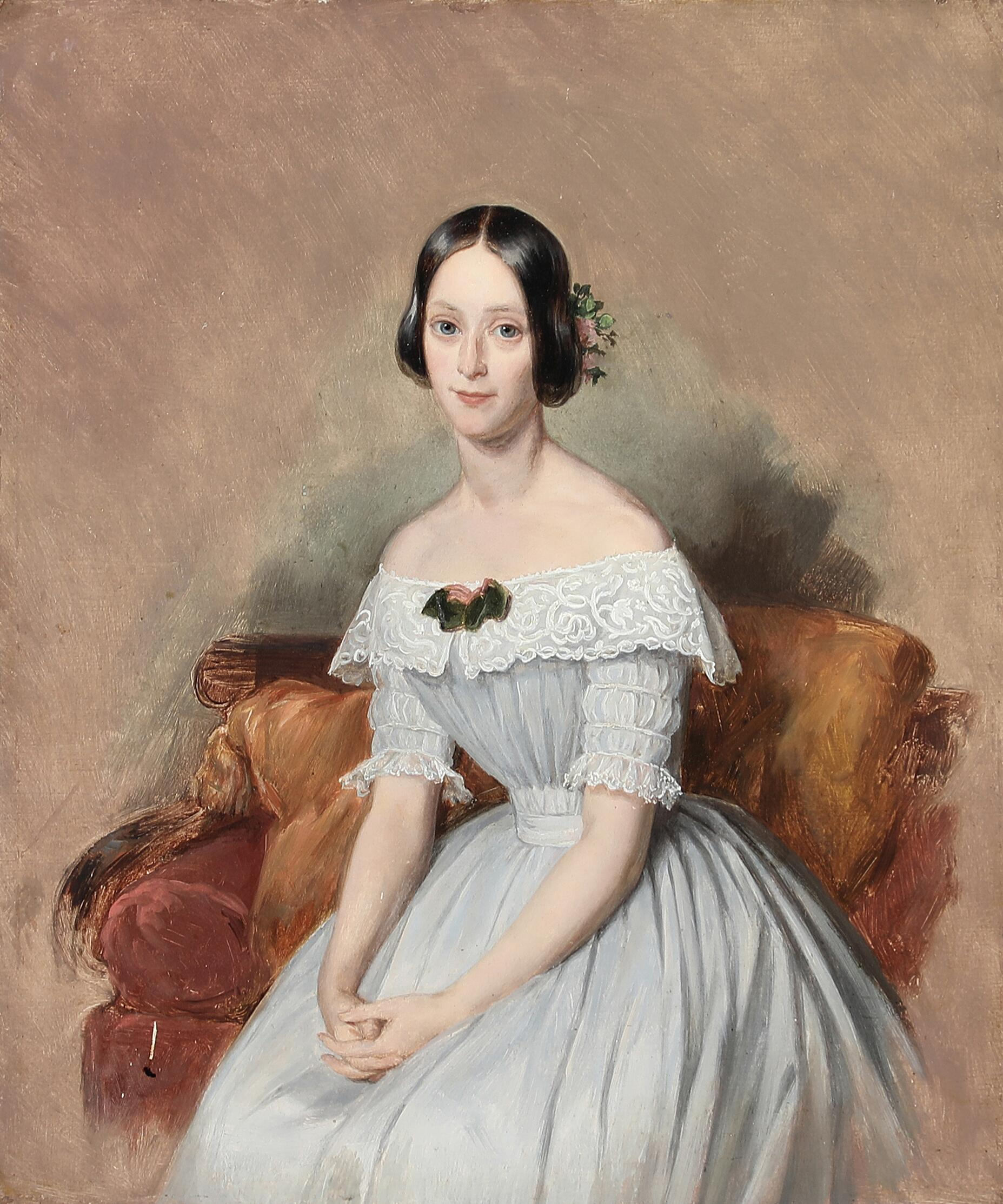
Nielsen pintat per Edvard Lehmann.

Va ser especialment admirada per les seves actuacions a La Cracovienne i La Lithuanienne de Bournonville, així com pel seu ball La Cachucha com Céleste a Toreadoren, que Bournonville va coreografiar per a ella el 1840. Després de convertir-se en solista l'any següent, va marxar a París per continuar els seus estudis amb Jules Perrot. Després va aparèixer a Berlín, Estocolm i Christiania. La seva carrera va acabar l'any 1849 quan va pujar a l'escenari vestida amb una diadema que el públic va pensar que era un regal impagable d'un dels seus admiradors benestants, tot i que de fet només era un accessori teatral barat. Tal va ser la seva sorpresa per les burles, que no es va atrevir maig més a posar els peus al teatre. Més tard va patir una malaltia mental i va morir el 29 de març de 1902, completament oblidada com a ballarina.

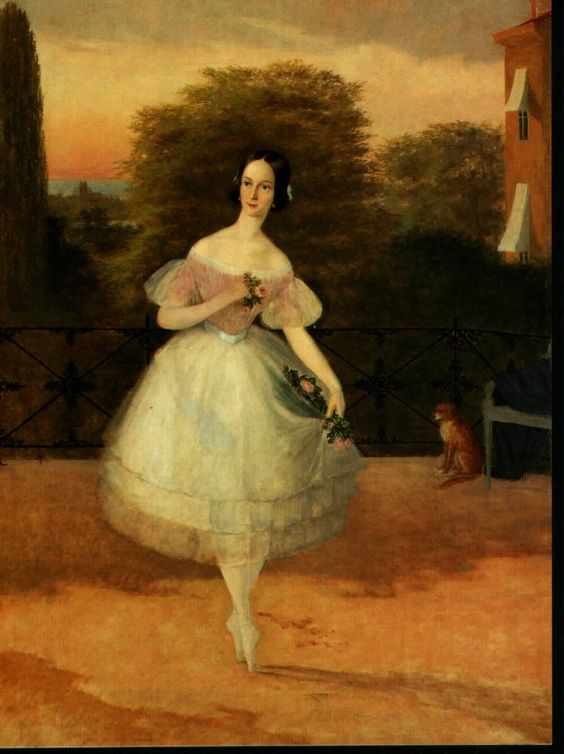
Nielsen al Toreadoren de Bournonville

Bounonville la va caracteritzar com "sinònim de lleugeresa i elegància femenina". Es deia que era alta i prima, amb una figura perfecta i uns bells ulls blaus. A diferència d'Andrea Krætzmer i Grahn, el seu ball no tenia temperament eròtic i expressió facial viva, però això es va compensar amb la seva sensibilitat, carisma gairebé noble i habilitat tècnica, que la van fer popular entre el seu públic.